# Ruben Houkes
Ruben Houkes [Ruben Haukes] (* 8. červen 1979, Schagen, Nizozemsko) je bývalý reprezentant Nizozemska v judu. Je nositelem bronzové olympijské medaile.

## Sportovní kariéra
Houkes nepatřil k největším talentům světového juda, ale časem své místo mezi světovou špičkou získal. Jeho největší síla byla v taktice boje. Zápasy s ním byly o koncentraci a faktu nechybovat. Dokázal využít každého zaváhání a napomenutí soupeře. Na ippon vítězil výjimečně, maximálně strhem a následným držením (držení).
V roce 2008 startoval na olympijských hrách v Pekingu jako aktuální mistr světa. Svým nenápadným, chytrým stylem se dostal až semifinále, kde narazil na Jihokorejce Čchö Min-ho. Čchoi byl ten den v životní formě a po 25s bylo po zápase po jeho útoku technikou morote-gari. V boji o třetí místo se utkal s Izraelcem Jekutielem a v závěru vyhrál po nasazeném držení. Získal bronzovou medaili.
Vrcholovou kariéru ukončil po domácím mistrovství světa v roce 2009.

## Výsledky
| Turnaj             | 1998 | 1999 | 2000 | 2001 | 2002 | 2003 | 2004 | 2005 | 2006 | 2007 | 2008 | 2009 |
| ------------------ | ---- | ---- | ---- | ---- | ---- | ---- | ---- | ---- | ---- | ---- | ---- | ---- |
| Olympijské hry     | –    | –    | dns  | –    | –    | –    | dns  | –    | –    | –    | 3.   | -    |
| Mistrovství světa  | –    | dns  | –    | úč.  | –    | úč.  | –    | úč.  | –    | 1.   | –    | úč.  |
| Mistrovství Evropy | dns  | dns  | dns  | úč.  | úč.  | 7.   | 5.   | 3.   | 3.   | dns  | 2.   | 5.   |
| MS juniorů         | 7.   | –    | –    | –    | –    | –    | –    | –    | –    | –    | –    | -    |